# Ascensori della Spezia
I sistemi ettometrici della Spezia sono impianti di risalita che operano nell'omonima cittadina. I sistemi sono attualmente due ascensori, ma sono in progetto altri impianti.

## Ascensore di via Indipendenza
L'ascensore di via Indipendenza è un ascensore verticale che collega via Indipendenza con via XX Settembre, nei pressi dell'omonima fermata dell'ascensore di San Giorgio. L'impianto è stato inaugurato nel 2009.

## Ascensore di San Giorgio
L'ascensore di San Giorgio collega il centro cittadino di La Spezia al castello San Giorgio.